# Bacon County
Das Bacon County ist ein County im Bundesstaat Georgia der Vereinigten Staaten. Der Verwaltungssitz (County Seat) ist Alma.

## Geographie
Das County hat eine Fläche von 741 Quadratkilometern, wovon drei Quadratkilometer Wasserfläche sind. Es grenzt im Uhrzeigersinn an folgende Countys: Appling County, Pierce County, Ware County, Coffee County und Jeff Davis County.

## Geschichte
Das County wurde am 27. Juli 1917 als 149. County gebildet und nach Augustus Bacon benannt, der 4 Amtsperioden als Senator diente und in seinem Büro verstarb.

## Sehenswertes
Die noch heute stehenden historischen Gebäude Bacon County Courthouse, erbaut 1914,  das Alma Depot und das Rabinowitz Building ebenso die zwei Naturschutzgebiete im Bacon Area und Whitehead Creek Area.

## Demografische Daten
Laut der Volkszählung von 2010 verteilten sich die damaligen 11.096 Einwohner auf 4.214 bewohnte Haushalte, was einen Schnitt von 2,56 Personen pro Haushalt ergibt. Insgesamt bestehen 4.801 Haushalte.
70,2 % der Haushalte waren Familienhaushalte (bestehend aus verheirateten Paaren mit oder ohne Nachkommen bzw. einem Elternteil mit Nachkomme) mit einer durchschnittlichen Größe von 3,05 Personen. In 35,9 % aller Haushalte lebten Kinder unter 18 Jahren sowie in 25,7 % aller Haushalte Personen mit mindestens 65 Jahren.
27,7 % der Bevölkerung waren jünger als 20 Jahre, 26,5 % waren 20 bis 39 Jahre alt, 26,6 % waren 40 bis 59 Jahre alt und 19,0 % waren mindestens 60 Jahre alt. Das mittlere Alter betrug 37 Jahre. 49,5 % der Bevölkerung waren männlich und 50,5 % weiblich.
78,6 % der Bevölkerung bezeichneten sich als Weiße, 15,4 % als Afroamerikaner, 0,2 % als Indianer und 0,3 % als Asian Americans. 4,2 % gaben die Angehörigkeit zu einer anderen Ethnie und 1,3 % zu mehreren Ethnien an. 7,1 % der Bevölkerung bestand aus Hispanics oder Latinos.
Das durchschnittliche Jahreseinkommen pro Haushalt lag bei 37.698 USD, dabei lebten 20,4 % der Bevölkerung unter der Armutsgrenze.

## Kultur und Sehenswürdigkeiten

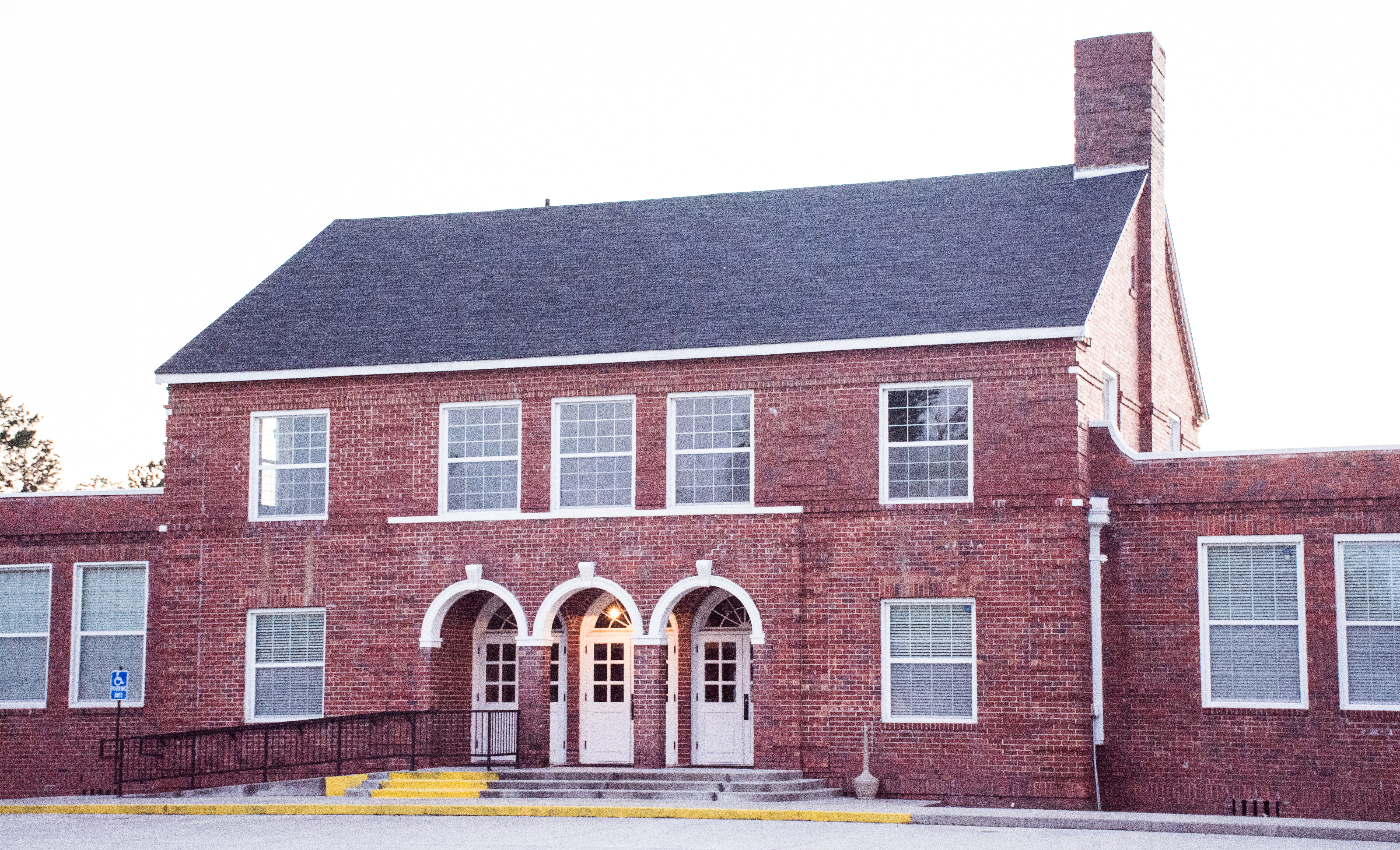
Bacon County Elementary School in Alma (2015). Diese Grundschule entstand von 1933 bis 1934 im Stile der Colonial-Revival-Architektur. Sie wurde im Dezember 2007 als bisher letztes Objekt im County in das NRHP eingetragen.

Vier Bauwerke im Bacon County sind im National Register of Historic Places („Nationales Verzeichnis historischer Orte“; NRHP) eingetragen (Stand 16. März 2023); neben dem Gerichts- und Verwaltungsgebäude des County sind dies das Alma Depot, die Bacon County School und das Rabinowitz Building.

## Orte im Bacon County
Orte im Bacon County mit Einwohnerzahlen der Volkszählung von 2010:
City:
- Alma (County Seat) – 3466 Einwohner

Census-designated place:
- Rockingham – 248 Einwohner